# DR-Baureihe 98.70
In die Baureihe 98.70 ordnete die Deutsche Reichsbahn (DR) entsprechend dem Umzeichnungsplan Lokalbahn-Dampflokomotiven der sächsischen Staatsbahn mit zwei gekuppelten Achsen ein.
- 98 7011: Sächsische VII TS
- 98 7031: Sächsische VII T (Bauart Hartmann)
- 98 7041: Sächsische VII T, ehemals Chemnitz-Komotau Nr. 9 und 14
- 98 7051–7079: Sächsische VII T (Bauart Hartmann)
- 98 7091: Sächsische VII T, ehemals GaMeu – Zwenkau bis Gaschwitz

Ab 1938 wurden in Zweitbesetzung Lokalbahnlokomotiven mit drei gekuppelten Achsen aus Österreich, der Tschechoslowakei und Jugoslawien unter dieser Baureihe geführt.
- 98 7001: BBÖ 96, ehemals Lokalbahn Fehring–Fürstenfeld F Nr. 1
- 98 7011–7033: BBÖ 97, ČSD-Baureihe 310.0
- 98 7041–7045: JDŽ 151, ehemals SB 32d

Die Deutsche Reichsbahn nach 1945 ordnete hier drei zwischen 1952 und 1953 übernommene zweifach gekuppelte Werklokomotiven unterschiedlicher Herkunft ein.
- 98 7085: Sächsische VII TS Nr. 813 KÖBLITZ, Nr. 1512, DR 98 1512 (1946 bis 1953)
- 98 7086: Werklok der Société des Forges et Fonderies de Montataire
- 98 7087: LBE T 1, DR 88 7002